# Mikage

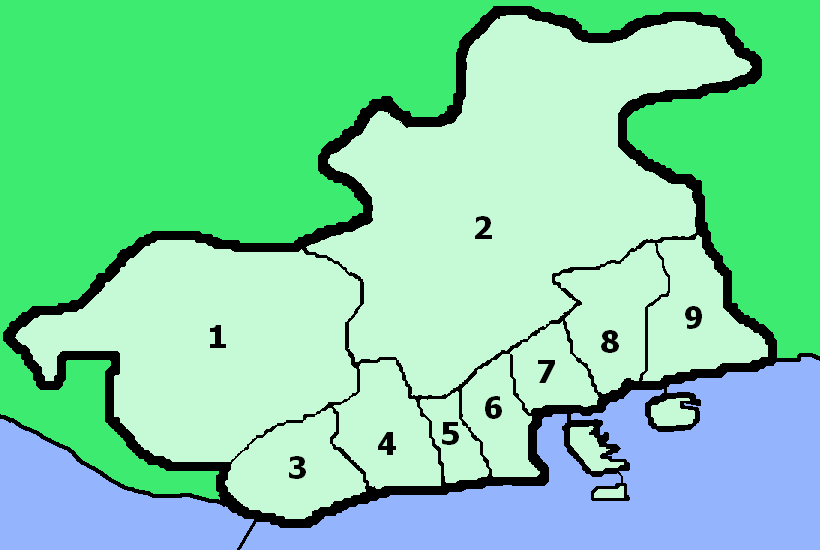
Les arrondissements de la ville de Kobé, Mikage est situé dans l'arrondissement noté 9

Mikage est un quartier situé dans l'arrondissement d'Higashinada de la ville de Kobé au Japon.
C'est le lieu de naissance de Jigorō Kanō, inventeur du Judo.